# Emanuel Mammana
Emanuel Hernán Mammana (Merlo, 1996. február 10. –) argentin válogatott labdarúgó, a Vélez Sarsfield játékosa.

## Pályafutása
A River Plate sajátnevelésű játékosa, aki náluk lett profi labdarúgó. 2014. december 4-én a Copa Sudamericana döntőjének első mérkőzésén az Atlético Nacional ellen. 2016. március 14-én a bajnokságban megszerezte első gólját a Colón ellen. A Lyon 2016 nyarán 8.5 millióért vette meg a River Plate-től és 5 évre. 2017. július 31-én aláírt 5 évre az orosz Zenyithez. 2020. augusztus 7-én egy szezonra kölcsönbe került a Szocsi csapatához. 2022 januárjában felbontotta szerződését és a River Plate csapatához igazolt. 2024. január 8-án jelentették be, hogy 2025. december 31-ig szóló szerződést írt alá a Vélez Sarsfield csapatával.
2014. június 7-én debütált az argentin labdarúgó-válogatottban a szlovén labdarúgó-válogatott ellen, amikor a 77. percben váltotta Javier Mascheranót.

## Statisztika

### Klub
2020. július 22.
| Klub             | Szezon           | Bajnokság            | Bajnokság | Bajnokság | Kupa     | Kupa  | Ligakupa | Ligakupa | Nemzetközi | Nemzetközi | Egyéb    | Egyéb | Összesen | Összesen |
| Klub             | Szezon           | Bajnokság            | Mérkőzés  | Gólok     | Mérkőzés | Gólok | Mérkőzés | Gólok    | Mérkőzés   | Gólok      | Mérkőzés | Gólok | Mérkőzés | Gólok    |
| ---------------- | ---------------- | -------------------- | --------- | --------- | -------- | ----- | -------- | -------- | ---------- | ---------- | -------- | ----- | -------- | -------- |
| River Plate      | 2013–14          | Primera División     | 0         | 0         | 1        | 0     | -        | -        | -          | -          | -        | -     | 1        | 0        |
| River Plate      | 2014             | Primera División     | 2         | 0         | 0        | 0     | -        | -        | 1          | 0          | -        | -     | 2        | 0        |
| River Plate      | 2015             | Primera División     | 14        | 0         | 0        | 0     | -        | -        | 5          | 0          | -        | -     | 14       | 0        |
| River Plate      | 2016             | Primera División     | 8         | 1         | 0        | 0     | -        | -        | 4          | 1          | -        | -     | 8        | 1        |
| River Plate      | Összesen         | Összesen             | 24        | 1         | 1        | 0     | -        | -        | 10         | 0          | -        | -     | 35       | 1        |
| Lyon             | 2016–17          | Ligue 1              | 17        | 1         | 1        | 0     | 1        | 0        | 5          | 0          | 0        | 0     | 24       | 1        |
| Lyon II          | 2016–17          | National 2           | 4         | 0         | –        | –     | –        | –        | –          | –          | –        | –     | 4        | 0        |
| Zenyit           | 2017–18          | Orosz Premier League | 16        | 0         | 0        | 0     | –        | –        | 10         | 0          | –        | –     | 26       | 0        |
| Zenyit           | 2018-19          | Orosz Premier League | 6         | 0         | 1        | 0     | –        | –        | 4          | 0          | –        | –     | 11       | 0        |
| Zenyit           | 2019-20          | Orosz Premier League | 3         | 0         | 1        | 0     | –        | –        | 0          | 0          | –        | –     | 4        | 0        |
| Zenyit           | Összesen         | Összesen             | 25        | 0         | 2        | 0     | -        | -        | 14         | 1          | -        | -     | 41       | 0        |
| Karrier összesen | Karrier összesen | Karrier összesen     | 48        | 2         | 3        | 0     | 1        | 0        | 15         | 0          | 0        | 0     | 67       | 2        |

### Válogatott
2017. augusztus 20.
| Nemzet    | Évek     | Pályára lépések | Gólok |
| --------- | -------- | --------------- | ----- |
| Argentína | 2014     | 1               | 0     |
| Argentína | 2015     | 0               | 0     |
| Argentína | 2016     | 0               | 0     |
| Argentína | 2017     | 2               | 0     |
| Összesen  | Összesen | 3               | 0     |

## Sikerei, díjai

### Klub
- River Plate
  - Argentin bajnok: 2014, 2023
  - Copa Sudamericana: 2014
  - Recopa Sudamericana: 2015
  - Copa Libertadores: 2015
  - Suruga Bank Championship: 2015
- Zenyit
  - Orosz bajnok: 2018-19, 2019-20
  - Orosz kupa: 2019-20

### A válogatottban
- Argentína U20
  - Dél-amerikai U20-as labdarúgó-bajnokság: 2015
- Argentína[2]
  - Superclásico de las Américas: 2017